# كأس التحدي الإسكتلندي 2012–13
كأس التحدي الإسكتلندي 2012–13 (بالإنجليزية: 2012–13 Scottish Challenge Cup)‏ هو الموسم 22 من كأس التحدي الإسكتلندي ‏. أقيم خلال الفترة 28 يوليو 2012 وحتى 7 أبريل 2013، وأشرف على تنظيمه دوري كرة القدم الاسكتلندي، وكان عدد الأندية المشاركة فيه 32، وفاز فيه كوين أوف ساوث.